# Melakhat okhel nefesh
Une melakhat okhel nefesh (hébreu : מלאכת אוכל נפש « activité de sustentation du corps » ; plur. melakhot okhel nefesh) est une opération accomplie par un individu en vue de préparer sa nourriture au cours du jour où elle est effectuée. Elle constitue, dans la loi juive, la principale distinction entre jour férié et sabbat car elle est permise lors du premier mais interdite lors du second.

## Lamelakhat okhel nefeshdans les sources juives

### Dans la Bible
La préparation de nourriture est explicitement autorisée en Exode 12:16 : 

« וּבַיּ֤וֹם הָרִאשׁוֹן֙ מִקְרָא־קֹ֔דֶשׁ וּבַיּוֹם֙ הַשְּׁבִיעִ֔י מִקְרָא־קֹ֖דֶשׁ יִהְיֶ֣ה לָכֶ֑ם כׇּל־מְלָאכָה֙ לֹא־יֵעָשֶׂ֣ה בָהֶ֔ם אַ֚ךְ אֲשֶׁ֣ר יֵאָכֵ֣ל לְכׇל־נֶ֔פֶשׁ ה֥וּא לְבַדּ֖וֹ יֵעָשֶׂ֥ה לָכֶֽם 
Ouvayom harishon, mikra-kodesh ouvayom hashevi'i mikra kodesh yihyieh lakhem ; kol-melakha lo-yeʿasse vahem, akh asher yeʾakhel lekhol-nefesh, hou levado yeʿasse lakhem 
Le premier jour, convocation sainte et le septième jour vous aurez une convocation sainte ; aucun travail ne sera fait en ces jours, hormis ce qui sert à la nourriture de chacun, cela seul sera fait pour vous. »

 De ce verset les sages d’Israël tirent les lois de la melakhat okhel nefesh et, accessoirement, des suivants : 

« Lévitique 23:7 :
 בַּיּוֹם֙ הָֽרִאשׁ֔וֹן מִקְרָא־קֹ֖דֶשׁ יִהְיֶ֣ה לָכֶ֑ם כָּל־מְלֶ֥אכֶת עֲבֹדָ֖ה לֹ֥א תַעֲשֽׂוּ 
Bayom harishon, mikra-kodesh yihyieh lakhem, kol-melekhet ʿavoda lo taʿassou 
Le premier jour, il y aura pour vous convocation sainte, vous ne ferez aucune tâche de travail. 

Nombres 28:18 :
בַּיּ֥וֹם הָרִאשׁ֖וֹן מִקְרָא־קֹ֑דֶשׁ כָּל־מְלֶ֥אכֶת עֲבֹדָ֖ה לֹ֥א תַעֲשֽׂוּ 
Bayom harishon mikra-kodesh, kol-melekhet ʿavoda lo taʿassou 
Le premier jour, convocation sainte, vous ne ferez aucune tâche de travail. 

Nombres 29:35 :
בַּיּוֹם֙ הַשְּׁמִינִ֔י עֲצֶ֖רֶת תִּהְיֶ֣ה לָכֶ֑ם כׇּל־מְלֶ֥אכֶת עֲבֹדָ֖ה לֹ֥א תַעֲשֽׂוּ 
Bayom hashmini--ʿatseret tihyeh lakhem, kol-melekhet ʿavoda lo taʿassou 
Le huitième jour, il y aura pour vous une assemblée de clôture, vous ne ferez aucune tâche de travail. 

Deutéronome 16:8 :
שֵׁ֥שֶׁת יָמִ֖ים תֹּאכַ֣ל מַצּ֑וֹת וּבַיּ֣וֹם הַשְּׁבִיעִ֗י עֲצֶ֙רֶת֙ לַיהֹוָ֣ה אֱלֹהֶ֔יךָ לֹ֥א תַעֲשֶׂ֖ה מְלָאכָֽה 
Sheshet yamim toʾkhal matsot, ouvayom hashviʿi, ʿatseret lA-donaï ʾe-loheikha, lo taʿasse melakha 
Six jours tu mangeras des azymes, et le septième jour, assemblée de clôture à YHWH ton dieu, tu ne feras pas de travail. »

### Dans la littérature tannaïtique
Les nombreux enseignements autour de ces versets bibliques, transmis de génération en génération par les sages dits « répétiteurs », sont  regroupés par versets dans divers recueils du Midrash halakha puis, dans un second temps, par thèmes dans la Mishna et son « complément, » la Tossefta. 
Une première série de divergences, abondamment étalée dans la Mishna, apparaît parmi les sages pharisiens au Ier siècle, entre les maisons d’Hillel et de Shammaï, laquelle défend une approche généralement plus simple, rigoriste et théocentrique de la loi juive, tandis que les sages hillélites, selon qui cette loi est le plus souvent tranchée, sont généralement plus pragmatiques et soucieux de l’homme qui a pris ou reçu sur lui de l’observer. 
Un autre embranchement, principalement reflété dans le Midrash halakha, se crée environ un siècle plus tard au sein de cette maison, entre les écoles de Rabbi Akiva et Rabbi Ishmaël (he), laquelle préconise une approche logique et proche de la lettre de la Torah, qui parle selon elle dans le langage des hommes, tandis que l’école de Rabbi Akiva qui devient rapidement dominante dans le judaïsme rabbinique, prend plus de libertés avec un texte dont elle analyse la moindre préposition, apposition, répétition, lettre petite ou grande, supplémentaire ou manquante, pour élucider l’esprit des lois contenues dans la Torah, qu’elle considère être le dit de Dieu.  

#### Midrash halakha
De mikra-kodesh, la « convocation sainte » présente dans les trois versets, les sages d’Israël tirent unanimement que « tu dois l’honorer par la nourriture, la boisson et un habit propre » (Mekhilta deRabbi Ishmaël Massekhta dePis’ha 9:1, Mekhilta deRabbi Shimon s.v. Ex. 12:16 & Sifra s.v. Emor 12:4) ; c’est d’ailleurs du fait de la présence de la « convocation sainte » en Exode 12:16 et en Nombres 28:18, où la permission de préparer sa nourriture n’est pas mentionnée, qu’elle est déduite par inférence analogique (he), et par conséquent « étendue » du festival des Azymes à l’ensemble des fêtes juives (Sifre Bemidbar (he) 147:1). 
Les écoles se distinguent toutefois par le poids qu’elles accordent aux deux parties d’Exode 12:16 — la première, kol-melakha lo-yeʿasse vahem (« aucun travail ne sera fait en ces jours »), prohibe (he) le travail lors des jours saints, tandis que la seconde, akh asher yeʾakhel lekhol-nefesh (« hormis ce qui sert à la nourriture de chacun »), prescrit (he) la préparation de nourriture au cours de ceux-ci — l’école de Rabbi Ishmaël met l’accent sur leur enchaînement, dont elle tire que « tout ce qui sert à la nourriture, a préséance sur le yom tov (jour saint), » bien que ses sages déduisent du second membre que les melakhot okhel nefesh ont préséance sur les jours saints mais non les shabbatot (MdRY Pis’ha 9:7). 
L’école de Rabbi Akiva souligne au contraire le parallèle entre le kol-melakha de ce verset et la melakha d’Exode 35:2 & 33 pour interdire « en ces jours » toute tâche créatrice (he) (MdRS 12:16), déduisant de la mention du shabbat au sein des festivals (Lévitique 23:3) que « qui profane les festivals (par la réalisation de tâches interdites) est considéré comme s’il avait profané les shabbatot (en), et qui observe les festivals est considéré comme s’il avait observé les shabbatot » (Sifra Emor 9:7) ; elle reconnaît cependant que la melakhat okhel nefesh n’en fait pas partie, en citant un enseignement de Rabbi Yosse le galiléen sur le rôle de la préposition akh (« hormis ») au sein du verset (MdRS ibid), et met par ailleurs en garde contre une lecture trop puriste de Deutéronome 16:8, qui tirerait de la « fête de clôture à Dieu » qu’il faut passer toute la journée sainte à la maison d’étude, alors que Nombres 29:35 énonce que cette « fête de clôture est pour vous, » et qu’il convient donc d’en consacrer une partie à manger et à boire (Sifre Devarim (he) 135:1).
Rabbi Ishmaël enseigne par ailleurs, en s’appuyant (en) sur ce même verset du Deutéronome, que « l’Écriture n’a été transmise qu’aux sages, afin de te dire […] quelle tâche est interdite et quelle tâche est permise » (Sifre Devarim 135:3) ; les rabbins de l’école de Rabbi Akiva s’emploient à restreindre la portée d’Exode 12:16 en déduisant de sa juxtaposition (he) à oushmartem ett hamatsot (Exode 12:17 : « vous garderez les azymes, » i.e. vous les préserverez de la fermentation), que seules les activités en rapport immédiat avec la préparation et la préservation des pains azymes sont permises — ce qui inclut le pétrissage de la pâte (he) ou sa cuisson, et exclut les activités qui les précèdent dans la préparation de farine, depuis la cueillette des céréales jusqu’au broyage et nettoyage des grains, en passant par les différentes méthodes de triage entre grain et ivraie, grain et bale (MdRS 12:16) etc.
Une seconde restriction, commune aux deux écoles, naît de l’opposition entre lekhol-nefesh (« pour tout un ») de la première partie d’Exode 12:16, et lakhem (« pour vous »), qui figure à sa suite : ce lakhem limite la melakhat okhel nefesh aux enfants d’Israël, et exclut les préparations pour le culte du très-haut (c’est-à-dire les offrandes votives ou personnelles mais non les offrandes perpétuelles ou spécialement prescrites pour le jour saint), les animaux et les Gentils ; Rabbi Akiva inclut les animaux domestiques dans l’autorisation, à la différence de Rabbi Ishmaël et Rabbi Yosse le galiléen, car « tu es tenu [de pourvoir aux besoins] de tes bêtes et tu n’es pas tenu [de pourvoir aux besoins] des [non-Juifs] » (MdRY Pis’ha 9:8-10 & MdRS 12:16).

#### Mishna
La Mishna, qui s’appuie sur ces traditions pour traiter de la melakhat okhel nefesh, rassemble les lois afférant à l’ensemble des fêtes juives dans le traité Beitsa.

La maison d’Hillel s’y distingue par une sévérité (en) inaccoutumée, interdisant d’y consommer un œuf frais du jour saint, lequel donne son nom au traité, tandis que la maison de Shammaï l’autorise (m. Beitsa 1:1). En effet, bien qu’il soit un élément central de l’alimentation des petites gens juives d’alors, et que « d’autres disent au nom de Rabbi Liezer qu’il sera mangé, lui et sa mère », cet œuf « ne s’autorise pas de lui-même, » contrairement au veau mis à bas ou au poussin éclos en ce jour. Il est interdit non seulement de le consommer mais aussi de le déplacer, et ces contraintes s’étendent aux œufs dont l’on ignore avec certitude s’ils ont été pondus le jour ou la veille. En revanche, un œuf dont la ponte avait majoritairement eu lieu la veille et n’a fait que s’achever lors du jour saint, n’est pas dans ce cas, pour autant que cette veille n’ait pas eu lieu un shabbat (he) car dans cette situation, Rabbi Yehouda rapporte au nom de Rabbi Liezer que la controverse entre les maisons demeure ; un œuf même achevé que l’on retrouverait dans les entrailles de sa mère, est également autorisé (t. Beitsa 1:1-3 ; voir aussi m. Beitsa 4:7 pour l’opinion similaire de Rabbi Eliezer sur un sujet différent). 
Dans un autre mouvement destiné à préserver la sainteté du jour, la maison d’Hillel n’autorise pas les melakhot okhel nefesh si elles entraînent accessoirement la réalisation d’une des 39 catégories d'activité interdites en ces jours, ce que ne requiert pas la maison de Shammaï. Ainsi, la maison d’Hillel limite l’abattage, qui est — moyennant certaines contraintes, exposées au troisième chapitre de la Mishna et la Tossefta — une activité normalement autorisée, lorsqu’il s’agit d’une volaille ou d’un animal sauvage (m. Beitsa 1:2) car le creusage de la terre requis pour couvrir son sang (he), s’apparente au labour, lequel fait partie des 39 catégories d'activité ; Rabbi Yosse enjoint même, dans la tossefta correspondante, de ne pas abattre le koï (en) — un animal malaisé à définir comme sauvage ou domestique, et dont l’identification exacte fait débat — et de ne pas recouvrir son sang le cas échéant (t. Beitsa 1:5-7). Puis loin, elle ne permet de piéger et nourrir les animaux à abattre dans les viviers que si l’acte n’entraîne pas d’effort particulier pour les attraper, et il est en tout cas interdit de pécher les poissons (m. & t. Beitsa 3:1) ; en effet, la chasse (he) fait également partie des 39 catégories, et c’est pour cette raison qu’on ne consomme pas non plus les bêtes prises dans les rets posés la veille, à moins qu’il soit su qu’elles ont été capturées avant le début du jour saint (m. Beitsa 3:2) etc. 
En outre, la Mishna énonce que « tout ce dont l’on serait redevable à titre d’abstention (en), à titre de permission, à titre de prescription à shabbat, on en est redevable à yom tov, » comme l’escalade aux arbres à fruits, et conclut par 

« il n’y a de différence entre yom tov et shabbat que ce qui concerne la sustentation (m. Beitsa 5:2, cf. Meguila 1:8 pour la conclusion). »

Cependant, hormis ces conditions, les sages hillélites se montrent plus souples que leurs homologues shammaïtes sur le degré de préparatifs attendus avant d’autoriser la préparation de nourriture à yom tov : ainsi, la maison de Shammaï enjoint, d’après la Mishna, d’apposer dès la veille du jour saint l’échelle du colombier au boulin dont l’on désire extraire les oiseaux à consommer, et interdit de la déplacer le lendemain, chose que les sages hillélites autorisent — selon la Tossefta, la maison d’Hillel se montre plus sourcilleuse que dans la Mishna, tant pour le transport de l’échelle, que pour l’apprêtement des oiseaux avant le jour saint, mais elle demeure en tous les cas moins sévère que la maison de Shammaï (m. Beitsa 1:3 & t. Beitsa 1:8 ; voir aussi m. Beitsa 1:4 & t. Beitsa 1:9). Cette divergence impacte aussi sur ce que les maisons autorisent ou non d’expédier aux amis pour les jours saints : la maison de Shammaï ne considère comme prêts à l’envoi que les plats prêts à l’emploi, c’est-à-dire sans besoin d’autre préparation avant leur consommation, et la maison d’Hillel autorise tout ce dont autrui pourra tirer plaisir pendant la fête — animaux domestiques comme sauvages et oiseaux, vivants ou égorgés, vin, huile, blé en farine voire, selon Rabbi Shimon, blé en grain, vêtements, étoffes et chaussures, tant qu’elles n’ont pas besoin d’autre finition (m. Beitsa 1:9-10 & t. Beitsa 1:23). 
Les sages de la maison d’Hillel sont également moins pointilleux sur la mesure de changement (en) à apporter aux actes permis afin de marquer la différence entre jours saints et profanes : si « les Shammaïtes prescrivent de piler les épices dans un mortier de bois et le gros sel dans un vase d’argile […], les Hillélites permettent de piler les épices dans un mortier en pierre et le sel dans un mortier de bois » (m. Beitsa 1:7 mais voir Rabbi Meïr, in t. Beitsa 1:14-15 ; les articles suivants de la Tossefta comportent d’autres opinions). De même, la maison d’Hillel permet de trier des graines, fèves ou lentilles de leurs déchets (he) de la façon ordinaire, tant qu’on n’utilise pas les outils habituellement consacrés à cet usage, alors que la maison de Shammaï prescrit de procéder comme à shabbat, et trier peu à peu pour manger peu à peu (m. Beitsa 1:8 & t. Beitsa 1:21-22). De plus, si la maison de Shammaï demande à ce qu’on amène la viande au pilon ou le boucher et le couteau à la bête, la maison d’Hillel permet aussi d’amener le pilon à la viande et la bête au boucher comme à l’accoutumée (t. Beitsa 1:16-17 ; sur les mesures de changement qu’elle-même prescrit, voir m. Beitsa 3:3, 6 & 8, 4:3 etc.). 
Les sages de la maison d’Hillel font encore deux exceptions notables sur les 39 catégories d’activité, étendant d’une part l’autorisation du transport et déplacement (en) à toute chose dont on tirerait plaisir à yom tov (cf. supra) et d’autre part l’usage du feu à yom tov (he) à tout plaisir du corps, comme préparer un bain de pieds quand bien même l’eau ne serait pas potable ou simplement pour se réchauffer à sa flamme sans rien faire cuire ou bouillir (m. Beitsa 2:5) — Rabbi Eliezer énonce sans ambiguïté qu’à yom tov, « on ne fait sortir de feu ni du bois, ni des pierres, ni de la poussière ni de l’eau » (m. Beitza 4:7) mais la m. Beitsa 5:5 précise que « la braise est comme les pieds du porteur, et la flamme [préexistante peut être transportée] en tout endroit ». La Tossefta rapporte en outre que les sages hillélites autorisent l’individu ou la maisonnée à cuire et bouillir au-delà de leurs besoins lors des jours saints mais rappelle que ces mesures ne concernent que les besoins des Juifs et de leurs bêtes, à l’exception des chiens (t. Beitsa 2:5-6). 
Enfin, Rabbi Yehouda conteste que seules les activités de sustentation ont été permises lors du jour saint, et il autorise en outre les  tâches préliminaires à la sustentation (he) (t. Meguila 1:7). La Mishna note pour sa part qu’on n’apporte pas les couteaux à la meule mais qu’on peut aiguiser leurs lames l’une contre l’autre (m. Beitza 3:7).

### Dans la littérature amoraïque
Après la clôture de la Mishna, Bible, midrashim tannaïtiques, mishnayot canonique et extra-canoniques, sont activement explorés par les sages dits « expositeurs » des enseignements de leurs maïtres, dans les académies galiléennes où ils ont été élaborés, puis en Babylonie, devenue le principal point de peuplement juif dès le IIIe siècle. 
Les premiers suivent généralement une ligne plus simple et fidèle aux traditions tannaïtiques tandis que les seconds sont plus sophistiqués et innovants, établissant de plus les notions, définitions et catégories en usage dans la loi juive ultérieure. 

#### Talmud de Jérusalem
Le Talmud de Jérusalem démontre, notamment au cours d’une discussion sur le tri des grains (he), que les sources écrites comme orales de la melakhat okhel nefesh, continuent d’être débattues après la clôture de la Mishna, et parfois à son encontre : tentant de départager les traditions orales concurrentes et contradictoires sur le sujet — l’une affirme que la seule différence entre shabbat et yom tov sur la question du tri, est la peine encourue (lapidation (en) pour le premier et flagellation (he) pour le second), tandis que l’autre autorise le tri sans changement (en) —, Rebbi (ou Ribbi) A’ha (en) rapporte au nom de Rebbi Shimon ben Laqish qu’« “aucun travail ne sera fait en ces jours” jusqu’à “vous préserverez les azymes” » inclurait toute activité nécessaire à leur préparation, y compris le tri des grains, mais Rebbi Yosse rapporte au nom du même qu’« “hormis ce qui sert à la nourriture de chacun, cela seul sera fait pour vous” jusqu’à “vous préserverez les azymes” » restreindrait les tâches potentiellement permissibles, dont le tri, et celui-ci ne serait autorisé, avec une mesure de changement, que par la m. Beitsa 1:8, tandis que Hizqiya (he) qui délaisse la juxtaposition d’Exode 12:16 à Exode 12:17, tire d’akh, hou et levado (Exode 12:16), qu’il serait totalement interdit de trier, moudre et tamiser lors des jours saints (TJ Beitsa 1:10, 8b).
La sévérité de la maison d’Hillel sur l’œuf frais du jour saint s’élucide de l’opinion de Rebbi Liezer (t. Beitsa 1:1) — il ressort après examen qu’elle représente simplement le point de vue des Shammaïtes car toute poule est prête à l’abattage (TJ Beitsa 1:1, 1b), et ceux-ci permettent l’œuf qu’ils voient comme le prolongement de la poule qui l’a pondu, et donc prêt à l’usage (TJ Beitsa 1:1, 2b) — Rebbi Yohanan, le scholarque de l’académie de Tibériade considéré comme la plus haute autorité parmi les sages expositeurs de la terre d’Israël, en déduit par réciproque que la maison d’Hillel le considère comme un produit nouveau et indépendant, ce qui lui confère le statut de fruits laissés à sécher dans l’entrepôt dont l’on n’a pas connaissance s’ils sont prêts à la consommation ou non (TJ Beitsa 1:1, 60a). 
De là se comprennent les divers articles de la Tossefta : l’œuf n’acquerrait, comme l’explique Rebbi Zeïra (en), ses délinéaments définitifs qu’au jour même de sa ponte, contrairement au veau né le jour saint, qui est complètement formé dans l’utérus vaccin avant sa mise à bas dont le terme serait de plus calculable (TJ Beitsa 1:1, 1b-2a) ; il s’ensuit que l’œuf retrouvé entièrement formé dans les entrailles d’une poule abattue est autorisé car il n’a pas encore les caractéristiques de l’œuf pondu (selon Rebbi Hanania (en) et Rebbi Mana (en), il n’a pas le même goût,et peut — s’il n’est pas rattaché aux ligaments, i.e. aux vaisseaux sanguins — se manger dans du lait, ou bien ne peut donner naissance à un poussin) ; inversement, l’œuf majoritairement pondu la veille est autorisé par tous mais non l’œuf partiellement pondu — Rebbi Abbahou (en) rapporte en effet au nom de Rebbi Yosse Berebbi Hanina (en) que les poules qui n’ont de rapports que le jour, pondent aussi de nuit, contre l’usage, car elles peuvent, dit Rebbi Aboun (en), engendrer en l’absence de mâles (TJ Beitsa 1:1, 2a) — qui n’est prêt ni à la consommation ni au transport aux yeux de l’unanimité des sages hillélites, y compris ceux qui autoriseraient généralement les choses moins prêtes, et ils interdisent aussi les cas douteux (TJ Beitsa 1:1, 59d-60a) ;  les définitions de la Tossefta sont par ailleurs affinées, et seul l’oisillon qui naît avec des ailes visibles, comme un pigeonneau, est prêt à l’abattage mais non un poussin dont les ailes ne sont pas visibles car il est assimilé à une charogne (he) (TJ Beitsa 1:1, 2a). 
La consommation à shabbat de l’œuf né le jour férié de la veille et inversement, fait l’objet d’un débat entre Rebbi Hanina, lequel enseigne aux Juifs de Sepphoris selon l’opinion prohibitrice de Rebbi Youda au nom de Rebbi Liezer, et Rebbi Yohanan qui s’y rend spécialement, ainsi qu’à Tibériade, pour contredire son aîné, et expliquer que la loi suit les rabbins — c’est-à-dire l’ensemble du collège rabbinique hormis Rebbi Youda — et que ceux-ci autorisent car shabbat et yom tov sont deux saintetés distinctes ; Rebbi Yassa s’abstient toutefois de trancher selon Rebbi Yohanan en apprenant que Rav, l’éminent rabbin de Babylone, et Rebbi Hanina s’opposent à son opinion (TJ Beitsa 1:1, 2b-3a). Néanmoins, lorsque Rebbi Aboun bar Ḥiyya tente de prouver à Rebbi Zeïra que les œufs ne sont permis qu’auprès de leur mère, et devraient être interdits du vendredi férié au shabbat ou du shabbat au dimanche férié, au même titre que les fruits tombant spontanément de l’arbre, celui-ci lui réplique qu’il est déjà bien assez sévère d’interdire l’œuf frais du jour saint lors du jour saint et l’œuf frais du shabbat lors du shabbat pour ne pas ajouter de restrictions supplémentaires (TJ Beitsa 1:1, 3a-60b) ; Rebbi Yirmeya (en) parvient à la même conclusion en ce qui concerne la sainteté des ornements d’une soukka lorsque la fête s’achève un vendredi (TJ Beitsa 1:1, 60b-3b).
Après avoir passé en revue la portée des activités permissibles et prohibées le jour saint, ainsi que le degré de préparation nécessaire pour la poussière et la cendre lors de celui-ci, les expositeurs concluent que la cendre produite dans les fours le jour saint ne peut être considérée comme prête à tout usage mais qu’il vaut mieux s’en servir pour couvrir le sang d’une bête sauvage ou d’une volaille que de retourner la terre avec une pioche pour obtenir la terre nécessaire car on ne peut considérer, dans ce cas de figure, qu’une prescription repousse une prohibition (he) (TJ Beitsa 1:3, 4b-5a).
Interrogé par des villageois sur la permission hillélite de déplacer l’échelle le jour saint, Yehouda berebbi ’Hiyya (en) explique qu’elle concerne tout type d’echelle, y compris celle qu’on utilise pour se rendre à l’étage supérieur ou au grenier mais il est repris par son père, dont le répétiteur privé cite la Tossefta pour n’autoriser que l’échelle de colombier (t. Beitsa 1:8) car elle est, dit Rebbi Yaaqov bar A’ha, plus frêle et légère que l’échelle de grenier, et ne requiert par conséquent pas d’effort particulier (he) pour la déplacer, d’après Rebbi Yosse berebbi Aboun (en) ; pour la préparation des oiseaux, cependant, un effort est exigé tant par la maison de Shammaï — et c’est pourquoi il ne faut pas intervertir son opinion avec celle de la maison d’Hillel malgré le dit de Rabbi Eliezer dans la m. Beitsa 4:7, où l’on pourrait se tenir sur l’entrepôt de fruits et déclarer qu’on mangerait de tel ou tel fruit sans autre préparation — que par la maison d’Hillel — et c’est pourquoi il ne faut pas intervertir son opinion avec celle de la maison de Shammaï malgré le dit des sages dans la même mishna, où ils n’exigent pas de désigner exactement le morceau qu’ils comptent prendre — car dans le cas d’êtres animés, il convient d’être plus strict. Rebbi Yosse berebbi Aboun rapporte toutefois que là aussi, Lévi (en) toquait simplement sur son colombier, et déclarait « Mon colombier me pourvoira demain » (TJ Beitsa 1:4, 5a-5b).
Rebbi Hinena tente de restreindre l’interdit de pêche et de chasse le jour saint, en tirant d’une divergence entre la mishna Beitsa 3:1 et l’opinion de Rebbi Youda dans la mishna Shabbat 13:5, qu’elle ne s’appliquerait qu’aux grands jardins mais non aux petits, où ces actes ne requièrent aucun effort (TJ Beitsa 3:1, 13b). Rebbi Shmouel, le frère de Rebbi Berakhia (en), ajoute qu’il ne concerne pas non plus les animaux qui n’ont pas besoin d’être chassés, c’est-à-dire ceux qu’il ne faut, conformément à la tossefta Beitsa 3:1, pas immobiliser dans des filets, et si Rebbi Yosse bar Aboun étend l’interdit au nom de Rebbi Immi, Rav, Shmouel et Rebbi Youdan permettent d’étendre l’autorisation, en restreignant l’espace dans lequel les poissons évoluent (TJ Beitsa 3:1, 62a). 
Les rabbins s’emploient par ailleurs à démentir la formule mishnaïque selon laquelle seule la préparation de nourriture distingue les jours saints du shabbat, établissant d’une part une longue liste de différences liées ou non à la nourriture, comme l’évacuation de fruits par la cheminée en cas de pluie, explicitement autorisée lors du jour saint par la mishna Beitsa 5:1 mais non le shabbat (TJ Beitsa 5:2, 63b), et rappelant d’autre part que Rebbi Yehouda permet de réaliser les activités nécessaires à la préparation (he) comme l’aiguisage d’une broche, selon Rebbi Hasdi ou l’allumage d’un feu par friction de pierres, d’après Rebbi Hanania berebbi Abbahou (TJ Beitsa 5:2, 63b-21b).
Dans le cas du pilonnage d’épices, où la maison d’Hillel est explicitement plus permissive que la maison de Shammaï, le collège rabbinique de Galilée enseigne au nom de Rebbi Yohanan que le goût des épices pilonnées la veille du jour saint est amer, et Rebbi Zeïra, originaire de Babylonie, qu’il est fade (TJ Beitsa 1:9, 7b) ; les rabbins prennent toutefois garde à n’autoriser que les pilonnages pour la consommation mais non à titre médical, comme l’œnanthium à base de vin et de condiments, bien que sa préparation soit simplement interdite, et non passible, comme à shabbat, d’une offrande de propitiation ou de la lapidation (TJ Beitsa 1:9, 8a). 
Les transports lors du jour saint ont par ailleurs suscité de nombreuses questions parmi les rabbins, tant sur l’école de Shammaï qui permettrait les gros jarrets mais non les agneaux de lait (TJ Beitsa 1:11, 8b-9a) que sur l’école d’Hillel qui permet les poules alors qu’elle interdit leurs œufs — et de fait, c’est en chuchotant que Rebbi Youdan Nessia (en) transmet la permission à Rebbi Hoshaiah Rabbah car il l’a lui-même reçue dans un chuchotis afin de ne pas ébruiter la controverse. La position permissive de Rebbi Shimon sur les grains, reprise dans une tradition non-mishnaïque, est expliquée en conformité avec celle de son maître, Rebbi Akiva, qui a tiré de  lekhol-nefesh que la Torah permet aussi de préparer le jour saint la nourriture destinée aux animaux (TJ Beitsa 1:11, 61a). De nouvelles restrictions talmudiques viennent grever les autorisations mishnaïques, et c’est parallèlement aux limitations sur le transport qu’est discutée l’interdiction de faire du fromage, laquelle provient d’une crainte qu’on en vienne à le faire du jour saint au jour profane (TJ Beitsa 1:12, 61a-9b). 
De même, le Talmud de Jérusalem réduit fortement les différences entre les écoles sur l’emploi du feu un jour saint : toutes deux permettraient de chauffer de l’eau mais la maison de Shammaï exige qu’elle soit bue tandis que la maison d’Hillel demande seulement qu’elle soit potable, et toutes deux permettraient d’allumer un feu mais la maison de Shammaï exige la présence d’un pot à bouillir tandis que la maison d’Hillel non ; Levi Sarissa ajoute que l’eau chauffée doit servir à la consommation et non à la baignade car « ce qui sert à la nourriture de chacun, cela seul sera fait pour vous » (TJ Beitsa 2:5, 11b).

#### Talmud de Babylone
Le Talmud de Babylone présente les différentes interprétations nées de l’incongruence entre Nombres 29:35 et Deutéronome 16:8, comme une controverse entre Rabbi Yeshoshoua et Rabbi Eliezer — ce dernier, que le Talmud dépeint dissertant interminablement dans la maison d’étude et maudissant ceux qui quittent son cours avant la fin pour rassasier leur corps, a tiré des versets que le jour doit être consacré à Dieu (à la maison d’étude) ou aux hommes (à la table) mais Rabbi Yehoshoua comprend que le jour doit être partagé entre Dieu et les hommes, et que la Torah a fait de la sim’hat yom tov, « réjouissance du jour saint, » une prescription positive mandatoire (TB Beitsa 15b), ce qui fait du jour saint, où certaines choses sont permises (he) et d’autres proscrites (he), un assè vèlo ta’assè, « prescription et prohibition » (TB Beitsa 8b).
 

Craignant de ce fait qu’on en vienne à dédaigner la sainteté des jours saints, les sages hillélites se seraient, sur certains points, montrés plus sévères pour eux que pour le shabbat, notamment vis-à-vis des objets et aliments impréparés, que les docteurs du Talmud englobent sous le nom de mouktse. Ils se sont montrés particulièrement intransigeants sur les œufs, auxquels ils refusent apparemment le statut d'oukhla deʾifrat (« aliment séparé, » i.e. de même statut que l’aliment dont il provient) et, reformulant la tossefta Beitsa 1:2, enseignent : 

« Un œuf né à shabbat [comme] un œuf né à yom tov, on ne le déplace pas, ni pour recouvrir un ustensile avec lui ni pour soutenir avec lui les pieds du lit, mais on le couvre avec un ustensile afin de ne pas le casser. Et un [œuf dont on] doute [s’il est ou non né à shabbat ou à yom tov] est interdit, et s’il s’est mélangé parmi mille [œufs], tous sont interdits (TB Beitsa 3b). »

 Cet absolutisme suffirait, d’après Rav Nahman (en), à expliquer qu’ils aient interdit l’œuf frais du jour, si et seulement s’il provient d’une poule pondeuse qui n’était pas prête à l’abattage (TB Beitsa 2a). 
 Toutefois, bien que le Talmud de Babylone accepte la distinction, absente du Talmud de Jérusalem, entre poules pondeuses et à abattre, il rejette la conclusion de Rav Nahman car la Mishna ne mentionne que l’œuf et non la poule (TB Beitsa 2a-b). En fait, Rav, le premier scholarque judéo-babylonien d’envergure dont les générations ultérieures de sages expositeurs, y compris Rav Nahman, tentent d’élucider l’opinion, part des mêmes prémisses que son homologue occidental Rabbi Yohanan, car il considère l’œuf pondu comme indépendant de la poule, pondeuse ou non, et déduit l’opinion de la maison d’Hillel par opposition à celle de la maison de Shammaï. Cependant, il enseigne qu’un œuf est absolument impropre à la consommation le jour même, alors que Rabbi Yohanan estime que l’œuf pourrait, n’était le décret de la maison d’Hillel, être gobé (TB Beitsa 4b) ; contrairement à Rabbi Yohanan qui, suivant la Tossefta, autorise l’œuf majoritairement pondu la veille, Rav professe qu’un œuf n’est achevé qu’une fois totalement pondu (TB Beitsa 7a) ; enfin, Rav adopte sur l’œuf né un dimanche ou un vendredi fériés la position prohibitrice, attribuée par Rabbi Yehouda à Rabbi Eliezer, tandis que Rabbi Yohanan s’en tient à l’opinion concurrente qui le permet (TB Beitsa 4a) — Rabba (en) tire de la controverse même entre Rav et Rabbi Yohanan sur la finition de l’œuf, qu’il est fini un jour avant d’être pondu, et que ce dernier processus constitue une « préparation par le ciel » qui enfreindrait, lorsqu’elle a lieu un dimanche férié, ce que l’on tire d’« ils prépareront ce qu’ils auront apporté » (Exode 16:5) : 

« le [jour] profane prépare au shabbat, et le profane prépare au jour saint, et le jour saint ne prépare pas au shabbat, et le shabbat ne prépare pas au jour saint. »

 Afin d’éviter absolument cette situation — car en cas de doute d’enfreinte d’une prescription rabbinique, on peut tolérer (he) mais en cas de doute d’enfreinte d’une prescription biblique, il faut sévir (he) (TB Beitsa 3b) —, les rabbins auraient étendu l’interdiction de consommer les œufs frais du jour saint à tous les jours de la semaine et au shabbat mais ils n’auraient pas poussé le raisonnement aux œufs achevés dans le ventre des poules car le cas étant des plus infréquents, il n’entraînerait pas d’erreur et il n’y a pas lieu d’interdire (TB Beitsa 2b). 
Cette position, bien qu’abondamment critiquée par Abaye (TB Beitsa 2b), est acceptée par Rava qui énonce qu’en « ces trois cas » — l’interdiction de consommer à shabbat un œuf frais du vendredi férié, l’interdiction de consommer au lendemain du shabbat un œuf pondu au cours de celui-ci si le dimanche se trouve être férié, et la permission de consommer lors du second jour férié un œuf né le premier (sauf à Rosh Hashana) —, la loi suit l’opinion de Rav (TB Beitsa 5b). Rav Mari le fils de Rav Kahana parvient tout de même  à tirer parti de plusieurs enseignements de Rav — selon le premier, les poules, étant exclusivement fécondées de jour, pondent exclusivement de jour ; d’après le second, les œufs qu’elles pondent lorsqu’elles entendent le chant des coqs, sont automatiquement présumés issus de leur accouplement — pour autoriser l’œuf frais de l’aube du jour saint (hormis les dimanches) si la poule se trouve dans un rayon de soixante maisons d’un coq et peut raisonnablement arriver à lui : on ne peut, dans ces conditions, que conclure à une ponte effective de la veille, puisque les poules ne pondent pas d’œufs fécondés de nuit, et comme le cas est des plus inféquents, il n’y a pas lieu d’interdire (TB Beitsa 7a-b).